# Valère de Langres
Pour les articles homonymes, voir Saint Valère.

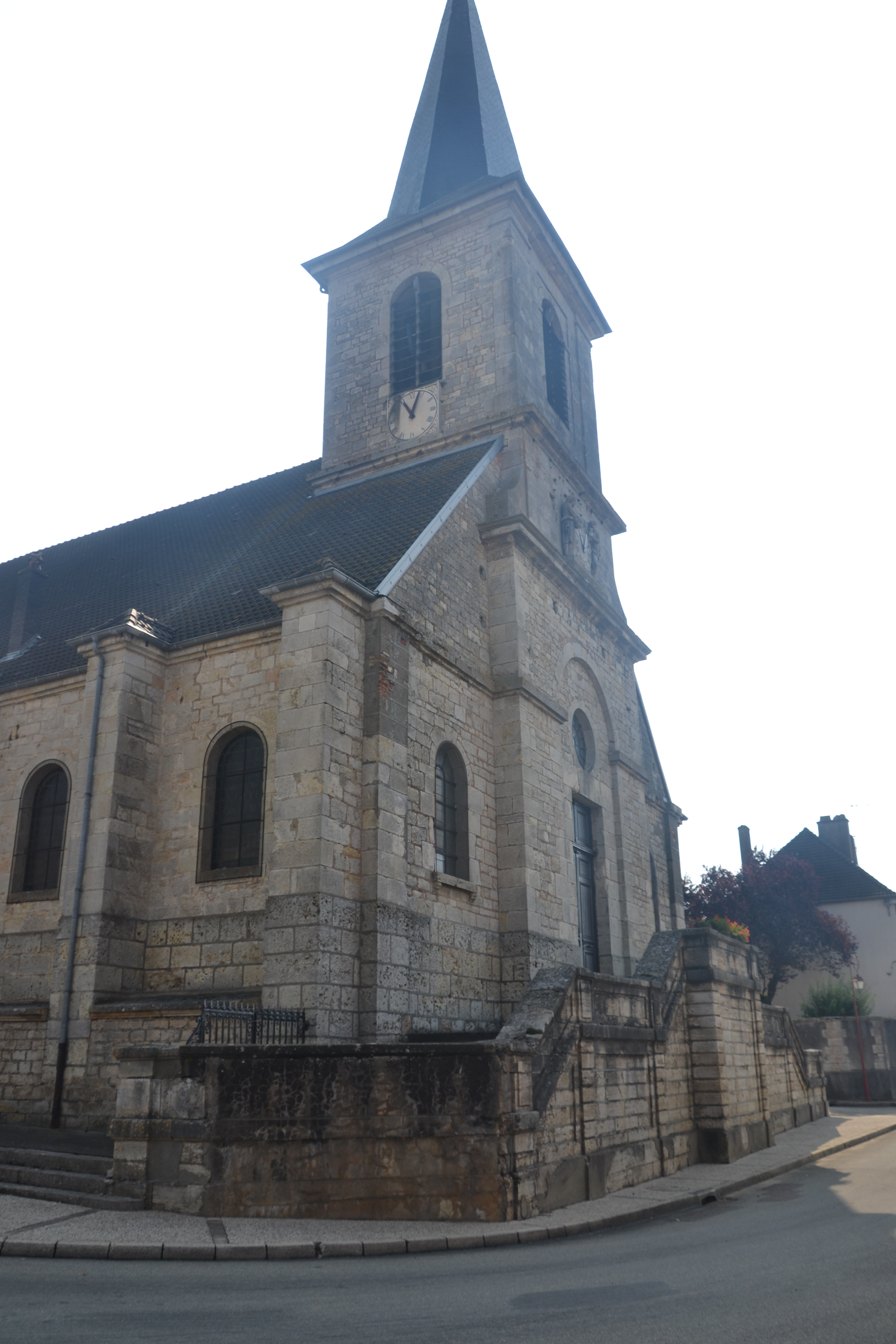
L'église Saint-Vallier de Talmay.

Valère de Langres ou saint Valère (aussi appelé saint Vallier), archidiacre de Langres, fut arrêté par les Vandales de Chrocus, battu de verges et décapité le 22 octobre 411 à Port-sur-Saône où une église fut érigée, ou au Port-Saint-Pierre, guè sur la Saône, aujourd'hui situé sur la commune d'Heuilley-sur-Saône.

## Histoire
En 411, les Vandales envahissent la Gaule. Ils s'emparent de la ville de Langres et tuent l'évêque de cette ville, Didier (Desiderius), qui avait essayé de s'interposer entre barbares et habitants (Selon Guillaume Flamang, chanoine à Langres en 1482, les Vandales conduits par un certain Chrocus l'auraient décapité. Après le martyre de son évêque, l'archidiacre Valère rallia des chrétiens et essaya d'assurer leur salut par la fuite vers les monts du Jura. Mais arrivé à un lieu sur la Saône appelé Portus Bucinus, Valère et son groupe de chrétiens furent rejoints par l'ennemi et tués. Les érudits se divisent sur l'emplacement précis de Portus Bucinus, certains le plaçant à Port-sur-Saône, d'autres au Port-Saint-Pierre aujourd'hui sur la commune d'Heuilley-sur-Saône.
D'après la tradition, le corps de saint Valère (ou Vallier) fut enseveli non loin du lieu de son martyre. Sa sépulture aurait été retrouvée au VIe siècle par un guerrier du nom de Gaudericus. Se dirigeant avec son armée vers l'Italie, il fut informé miraculeusement dans son sommeil que sa troupe campait sur le lieu même où étaient enterrés les restes de saint Valère. Une voix céleste lui promit la victoire s'il s'engageait, à son retour, à construire une église en son honneur. Victorieux, Gaudéricus revint sain et sauf, mais faute d'argent ne fit construire qu'un modeste oratoire avec l'intention de fonder plus tard un plus grand édifice. La mort l'empêcha de réaliser ce projet. 
L'évêque de Langres, Fraterne, prenant connaissance des grâces obtenues par l'intercession de saint Valère, fit construire au lieu de son martyre à Port-sur-Saône une importante église sous laquelle se trouvait une crypte qui devint célèbre alentour par les miracles qui s'y opéraient. Cette ancienne basilique du Ve siècle fut remplacée par une modeste chapelle jusqu'en 1836 où l'église actuelle à trois nefs au hameau même de Saint-Vallier fut construite.
Le vocable de l'église de Talmay est encore aujourd'hui Saint-Vallier en souvenir de saint Valère de Langres. Un morceau de l'épine dorsale de saint Vallier serait encore conservé à l'église de Talmay. Un vitrail de l'église de Talmay représente la scène de décapitation de saint Vallier.